# A Bigger Bang
A Bigger Bang — двадцать второй британский и двадцать четвёртый американский студийный альбом группы The Rolling Stones, вышедший на лейбле Virgin Records в сентябре 2005 года. Выпущен как двойной альбом на виниловой пластинке и на компакт-диске.

## Об альбоме
Многие из этих песен были записаны в основном тремя участниками: Миком Джаггером, Китом Ричардсом и Чарли Уоттсом. Ронни Вуд отсутствовал на некоторых сессиях, играя только на 10 из 16 треков, и внёс очень маленький вклад в запись альбома.
Альбом является первым, на котором Джаггер также играет на бас-гитаре в некоторых песнях.

## Список композиций
Слова и музыка всех песен — Мик Джаггер и Кит Ричардс.
| №  | Название             | Длительность |
| -- | -------------------- | ------------ |
| 1. | «Rough Justice»      | 3:11         |
| 2. | «Let Me Down Slow»   | 4:16         |
| 3. | «It Won't Take Long» | 3:54         |
| 4. | «Rain Fall Down»     | 4:53         |

| №  | Название            | Длительность |
| -- | ------------------- | ------------ |
| 1. | «Streets of Love»   | 5:10         |
| 2. | «Back of My Hand»   | 3:32         |
| 3. | «She Saw Me Coming» | 3:16         |
| 4. | «Biggest Mistake»   | 4:06         |

| №  | Название               | Длительность |
| -- | ---------------------- | ------------ |
| 1. | «This Place Is Empty»  | 3:12         |
| 2. | «Oh No, Not You Again» | 3:46         |
| 3. | «Dangerous Beauty»     | 3:48         |
| 4. | «Laugh, I Nearly Died» | 4:54         |

| №  | Название                       | Длительность |
| -- | ------------------------------ | ------------ |
| 1. | «Sweet Neo Con»                | 4:33         |
| 2. | «Look What the Cat Dragged In» | 3:57         |
| 3. | «Driving Too Fast»             | 3:56         |
| 4. | «Infamy»                       | 3:47         |

| №  | Название                           | Длительность |
| -- | ---------------------------------- | ------------ |
| 1. | «Introduction to A Bigger Bang»    |              |
| 2. | «Streets of Love (video)»          |              |
| 3. | «Streets of Love (TV performance)» |              |
| 4. | «Rough Justice (TV performance)»   |              |
| 5. | «Under the Radar (Bonus track)»    |              |
| 6. | «Rain Fall Down (Remix)»           |              |
| 7. | «Under The Radar»                  |              |
| 8. | «(We) Don't Wanna Go Home»         |              |

## Чарты
| Год  | Чарт              | Высшая позиция |
| ---- | ----------------- | -------------- |
| 2005 | UK Top 75 Albums  | 2              |
| 2005 | The Billboard 200 | 3              |
| 2006 | The Billboard 200 | 128            |

| Год  | Сингл                             | Чарт                        | Высшая позиция |
| ---- | --------------------------------- | --------------------------- | -------------- |
| 2005 | «Rough Justice»                   | Mainstream Rock Tracks      | 25             |
| 2005 | «Streets of Love»/«Rough Justice» | UK Top 75 Singles           | 15             |
| 2005 | «Oh No, Not You Again»            | Mainstream Rock Tracks      | 34             |
| 2005 | «Rain Fall Down»                  | UK Top 75 Singles           | 33             |
| 2006 | «Rain Fall Down»                  | Hot Dance Singles/Club Play | 21             |
| 2006 | «Biggest Mistake»                 | UK Top 75 Singles           | 51             |

## Участники записи
- Мик Джаггер — вокал и бэк-вокал, гитары, клавишные, бас-гитара на "Back of My Hand", "She Saw Me Coming", "Dangerous Beauty" and "Sweet Neo Con", перкуссия
- Кит Ричардс — гитара, бэк-вокал, клавишные, лидер-вокал и бас-гитара на "This Place is Empty" and "Infamy", перкуссия на "Infamy"
- Рон Вуд — гитара
- Чарли Уоттс — ударные
- Дэррил Джонс — бас-гитара
- Чак Левил — пианино, орган и клавесин в песнях «Rough Justice», «It Won’t Take Long», «Streets of Love», «Biggest Mistake» и «Driving Too Fast»
- Блонди Чаплин — бэк-вокал в песнях «She Saw Me Coming» и «Infamy»
- Мэтт Клиффорд  — клавишные, программирование, вибрафон в песнях «Rain Fall Down» и «Streets of Love»
- Ленни Кастро — перкуссия в песне «Look What the Cat Dragged In»
- Дон Уос — пианино в песне «This Place is Empty»